# Tatyjana Nyikityicsna Tolsztaja
Tatyjana Nyikityicsna Tolsztaja (Leningrád, 1951. május 3. –) orosz író, televíziós műsorvezető, publicista, regényíró és esszéista.

## Családja
Leningrádban született írócsaládban. Apai nagyapja, Alekszej Nyikolajevics Tolsztoj úttörő sci-fi író volt, Nyikolaj Alekszandrovics Tolsztoj gróf (1849-1900) és Alekszandra Leontyevna Turgenyeva (1854-1906), Nyikolaj Turgenyev dekabrista és Ivan Turgenyev író rokona. Tolsztaja apai nagyanyja a költőnő Natalja Krandijevszkaja volt. Anyai nagyapja, Mihail Lozinszkij (1886-1955) irodalmi műfordító volt, aki Dante Isteni színjátékának fordításáról volt híres. Tolsztaja nővére, Natalja szintén író volt. Fia, Artyemij Lebegyev az Art. Lebedev Studio, egy orosz webdesign cég alapítója.

## Élete és munkássága

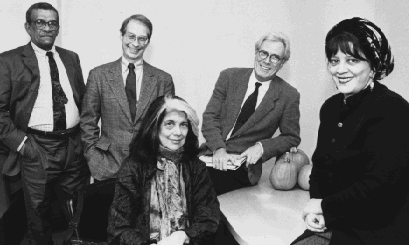
Jobbról: Tatyana Tolsztaja; Mark Strand; Susan Sontag; Richard Locke, a School of the Arts Íróosztályának elnöke, és Derek Walcott.

### 1951—1983: korai évek
Tatjana Tolsztaja Leningrádban született Nyikita Tolsztoj fizikus professzor és Natalja Mihajlovna Lozinszkaja gyermekeként. Hat testvérével együtt az Első Lensovet lakótelepi házban nőtt fel.
1974-ben diplomázott a Leningrádi Állami Egyetem klasszika filológia szakán. Ugyanebben az évben férjhez ment egy filológushoz, Andrej Lebegyevhez. A házaspár az 1980-as évek elején Moszkvába költözött, ahol a Nauka kiadóban kezdett dolgozni.
Tolsztaja visszaemlékezése szerint 1982 novemberében megműtötték a szemét, és három hónapot kellett rehabilitáción töltenie, mivel nem látott világosban. Úgy véli, hogy ez az időszak hozta meg számára az írást: a világból érkező állandó információáramlás nélkül kitisztult az elméje, és felfedezte magában a vágyat, hogy cselekményeket és történeteket írjon le.

### 1983—1989: az irodalmi pálya kezdete
1983-ban Tolsztaja irodalomkritikusként tűnt fel.
Első novellája, az Arany tornácon (На золотом крыльце сидели) 1983-ban jelent meg az Avrora folyóiratban, és ezzel indult Tolsztaja irodalmi karrierje, majd az azonos című novelláskötete a peresztrojka és a posztszovjet időszak egyik legjelentősebb írójává tette. Ahogy Michiko Kakutani írja, „visszhangokat találhatunk... dédnagybátyja, Leo Tolsztoj munkásságában – a természet szeretete, pszichológiai éleslátása, a mindennapi élet részleteire való figyelme”. De „fényes, kísérteties történetei leginkább Csehov munkásságát idézik, a szereplők belső életét és beteljesületlen álmait szokatlan szimpátiával és éleslátással térképezi fel”, valamint „a szerző nabokovi nyelvszeretetét és a Bulgakovra és Gogolra emlékeztető, a szürreálisba való különös kirándulások iránti affinitását”. 1987-ben azonos címmel – „On the Golden Porch” – novellagyűjteményt fordítottak le angolra, amely pozitív kritikákat kapott. 1988-ban, amikor a könyv Oroszországban megjelent, több mint 50 000 példány fogyott el belőle órák alatt. 1989-ben vendégprofesszorként orosz irodalmat tanított az austini Texasi Egyetemen.

### 1990—1999: élet az USA-ban és újságírás
1990-ben Tolsztaja családjával együtt kivándorolt az Egyesült Államokba. Először a Princeton-on, majd a Skidmore College-ban kezdett orosz irodalmat és kreatív írást tanítani, és több egyetemen tartott előadásokat. Újságíróként is feltűnt, és a New York Review of Books, a The New Yorker, a TLS, a Wilson Quarterly munkatársa volt, valamint olyan oroszországi kiadványoknak is írt, mint a Moscow News, a Capital és a Russian Telegraph.
1988-ban Tatjana és nővére, Natalja közösen írtak egy novelláskötetet, amely Сёстры (Nővérek) címmel jelent meg.

### 2000—2012:A hiúz,Botrányok iskolája, beszédírás
Az 1990-es évek elején Tolsztaja a Jobboldali Erők Szövetsége pártnak (Union of Right Forces) dolgozott beszédíróként Dunya Szmirnova forgatókönyvíróval és újságíróval, valamint Alekszandr Timofjevszkij irodalomkritikussal együtt.
1999-ben Tolsztaja visszaköltözött Oroszországba. A következő évben jelent meg Кысь (Kisz) című regénye (magyarul A macskány címmel), amely egy disztópikus vízió az egykori (ma már elfeledett) Moszkva posztnukleáris orosz életéről, és egy negatív Bildungsromant mutat be, amely részben „a posztszovjet orosz politikai és társadalmi élet csalódásaival” szembesít. Úgy jellemezték, mint „egy lepusztult világról szóló beszámolót, amely tele van az orosz múlt magasztos irodalmának visszhangjaival; az emberi embertelenség vigyorgó portréját; a művészet iránti tiszteletadást a maga szuverenitásában és tehetetlenségében egyaránt; a múlt jövőképét, amelyben a jövő most van”. Az írónő bevallása szerint a regény megírása több mint 14 évig tartott. 2003-ra több mint 200 000 példányt adtak el a Slynxből.
Nem sokkal a Slynx megjelenése után Tolsztajának még három könyve jelent meg. Két novellagyűjteményt követett „Nappal” és „Éjszaka” címmel a Двое (Kettő), amelyet testvérével, Nataljával közösen írt.
2002 és 2014 között tizenkét éven át barátnőjével, Avdotya Szmirnovával közösen vezette a A rágalom iskolája című orosz kulturális televíziós műsort (Школа злословия, Richard Sheridan színdarabjáról elnevezve), amelyben interjúkat készített a kortárs orosz kultúra és politika különböző képviselőivel. 2003-ban A rágalom iskolája elnyerte az Orosz Nemzeti Televízió legjobb talkshow díját.
2010-ben unokahúgával, Olga Prohorovával Tolsztaja kiadta a Pinokkió ABC-je-t (Та самая Азбука Буратино) – egy olyan versgyűjteményt, amelynek abban a könyvben kellett volna lennie, amelyet Buratino eladott (Alekszej Tolsztoj: Aranykulcsocska). Egy orosz magazinnak adott interjúban Tolsztaja bevallotta, hogy gyermekkora óta dédelgette a könyv ötletét, de csak amikor gyermekei felnőttek, unokahúga „vette fel” a projektet, és segített a mű megírásában.

### 2013 után
2015. június 12-én jelent meg a The New Yorkerben a The Square, egy sötét tisztelgés Kazimir Malevics 1915-ös Fekete négyzet című festménye, a semmi előtt, amely egy önreferenciális bekezdéssel zárul.
2018-ban Aetherial Worlds címmel novelláskötete jelent meg Oroszországban. A játékos és költői nyelven megírt történetek a gyermekkoráról, utazásairól és családjáról szóló valós és fiktív visszaemlékezések keverékei. A könyv elnyerte az Ivan Belkin Irodalmi Díjat. Hamarosan lefordították angolra, és pozitív visszhangot kapott.
2020-ban elnyerte az Év írója díjat. Ezzel a díjjal a termékeny írókat tüntetik ki az orosz irodalomhoz való hosszú távú hozzájárulásukért.

## Főbb művei

### Gyűjteményes kötetek
- На золотом крыльце сидели (1987)
  - Tolstaya, Tatyana. On the golden porch ford.: Antonina W. Bouis:. New York: Knopf (1989. augusztus 9.)
  -  On the golden porch ford.: Antonina W. Bouis:. New York: Vintage (1990. augusztus 9.)
  -  On the golden porch and other stories ford.: Antonina W. Bouis:. Penguin (1990. augusztus 9.)
- Любишь — не любишь (1997)
- Сёстры (Natalja Tolsztojjal közösen; 1998)
- Река Оккервиль (1999)
- Двое (Natalja Tolsztojjal közösen; 2001)
- День. Личное (2001)
- Ночь (2001)
- Изюм (2002)
- Круг (2003)
- Белые стены (2004)
  - Tolstaya, Tatyana. White walls : collected stories. New York: New York Review Books (2007. augusztus 9.)
- Женский день (2006)
- Не кысь (2007)
- Река (2007)
- Кысь. Зверотур (Elbeszélések, 2009)
- Девушка в цвету (2015)
- Легкие миры (2018)
  - Tolstaya, Tatyana. Aetherial worlds : stories ford.: Anya Migdal:. New York: Knopf (2018. augusztus 9.)

### Regény
- Кысь(2000)
  - Tolstaya, Tatyana. The slynx ford.: Jamey Gambrell:. Boston: Houghton Mifflin (2003. augusztus 9.)
  -  The slynx, Pbk ford.: Jamey Gambrell:, New York: New York Review Books (2003. augusztus 9.)

## Magyarul megjelent
- Mamutvadászat. Elbeszélések (Ohota na mamonta; elbeszélések) – Európa, Budapest, 1992 · ISBN 9630754568 · Fordította: Rab Zsuzsa, utószó Pjotr Vajl, Alekszandr Genis
- Kssz! (Кысь) – Ulpius-ház, Budapest, 2004 · ISBN 9639602582 · Fordította: M. Nagy Miklós
- A macskány (Кысь) – Európa, Budapest, 2016 · ISBN 9789634054283 · Fordította: M. Nagy Miklós

## Fordítás
- Ez a szócikk részben vagy egészben  a   Tatyana Tolstaya című angol Wikipédia-szócikk fordításán alapul.  Az eredeti cikk szerkesztőit annak laptörténete sorolja fel. Ez a jelzés csupán a megfogalmazás eredetét és a szerzői jogokat jelzi, nem szolgál a cikkben szereplő információk forrásmegjelöléseként.